# Falling Rocks
Falling Rocks ist ein Thriller des österreichischen Regisseurs Peter Keglevic. 

## Handlung
Fünf langjährige Freunde treffen aus Deutschland und Österreich in Kapstadt ein, von dort wollen sie zu einem Abenteuerurlaub starten. Es handelt sich um das vermögende Ehepaar Jessica und Louis, das Pärchen Barbara und Michael sowie Fiona, die jüngere Schwester der die Gruppe dominierenden Jessica. Fiona lernt am Hotelswimmingpool den Belgier Phil kennen, verbringt die Nacht mit ihm und lädt ihn ein, an der Rucksackwanderung durch die Kalahari-Wüste teilzunehmen, womit sie allerdings das Missfallen der anderen Vier erregt. 
Ein DC-3-Frachtflugzeug bringt die Gruppe zu einem kleinen Flughafen an der Grenze zu Namibia. Louis übergibt dort heimlich dem Piloten vor dessen Rückflug eine kleine flache Blechdose. Doch am nächsten Tag findet die Gruppe in einem Fluss den toten Piloten, der mit dem Fallschirm abgesprungen war. Die Blechdose wird entdeckt: Darin befinden sich Rohdiamanten. Louis gibt deren Wert mit zwölf Millionen Mark an, verschweigt aber, dass sie von ihm stammen.
Da die Handys keinen Empfang haben, wird der Tote begraben, die Lage des Grabes auf eine Karte eingezeichnet. In der Gruppe werden Meinungsverschiedenheiten offenbar, was mit den Diamanten geschehen soll. Fiona möchte sie unter den Teilnehmern aufteilen, ihre ältere Schwester Jessica aber der Polizei übergeben. Am nächsten Morgen wacht Barbara allein im Zelt auf, Michael ist verschwunden. Er wird schließlich tot unterhalb eines Felsens gefunden. Die Gruppe beschließt, die Reise abzubrechen und zurückzukehren. Michaels Freundin Barbara aber erschießt sich am nächsten Tag mit der Pistole, die Louis für den Notfall in seinem Rucksack mit sich führt.
Bei einer Rast entdecken Fiona und Phil die Höhle eines Goldgräbers. Der Mann fühlt sich von den beiden bedroht, er greift Fiona an und tötet sie mit einer Hacke. Daraufhin eilen Jessica und Louis hinzu, Jessica erschießt den Goldgräber. Am folgenden Tag bricht ein Streit zwischen den beiden überlebenden Männern aus, in dessen Verlauf Louis von Phil in einen Abgrund gestürzt wird. 
Schließlich sehen die beiden Überlebenden, Jessica und der ursprünglich nicht zur Gruppe gehörende Belgier Phil, von Weitem die Fernstraße, an der sie ihren Landrover abgestellt haben. Sie legen noch einmal eine Rast vor dem letzten Abschnitt ein. Während Phil die Gegend erkundet, stellt Jessica ihre Videokamera zwischen mehreren Felsbrocken auf, um das letzte Protokoll "dieser schrecklichen Reise" aufzunehmen. Phil kommt zurück, reißt den Film aus ihrem Fotoapparat, verbrennt die Karte mit der Kennzeichnung der Gräber sowie Jessicas Tagebuch. Dann erklärt er ihr, er habe die anderen getötet, weil er die Diamanten für sich allein haben wolle. Jessica stürzt sich auf ihn, er ringt sie nieder und erschießt sie mit der zuvor bereitgelegten Pistole.
Dann geht Phil zu der Fernstraße. Zufällig kommt ein Polizeiwagen vorbei, die Polizistin nimmt ihn mit zum nächsten Ort. Inzwischen aber hat ein einheimischer Hirtenjunge die Videokamera gefunden. Als er auch das frische Grab Jessicas entdeckt, nimmt er die Kamera an sich und läuft sofort ins Dorf, wo er sich mit dem Gemischtwarenhändler die Aufzeichnung von der Ermordung Jessicas ansieht. Als sie aus dem Fenster schauen, sehen sie, dass Phil auf dem Balkon des gegenüberliegenden Hotels steht und eine Zigarette raucht. Sie erkennen in ihm den Mörder von Jessica.

## Hintergrund
Die deutsch-südafrikanische Koproduktion entstand 1999 an Originalschauplätzen in der Kalahari-Wüste, deren landschaftlichen Reiz die CinemaScope-Kamera auskostet. Peter Keglevic inszenierte den Thriller nach dem Prinzip von Agatha Christies Roman Und dann gabs keines mehr. Uraufgeführt wurde der Film auf dem Münchner Filmfest.  Weitere Festivalaufführungen folgten auf dem Montréal World Film Festival. 
Erstausstrahlung:  28. September 2000; Quote: MA % 15,3, 14-49 1,82 Millionen

## Kritik
„[…] Pralle Story, perfide Dramaturgie, perfektes Ensemble - dieser abgefeimte Outdoor-Thriller war undurchsichtig, tempostark und atemberaubend wie ein 800 Meter Finale!“

„[…] Der Schlusskomplex ist ein bravouröses Musterbeispiel an filmischem Erzählen, das auf Bild und Montage setzt und nicht auf erklärenden Quatschereien.  Ein Klasse Krimi“

„[…] Spannung Total“

„[…] In flirrender Wüstenhitze kühl inszeniertes, geradliniges und schnörkelloses Thriller-Abenteuer mit exzellenten Darstellern.“